# قرار فلسطين المحتلة

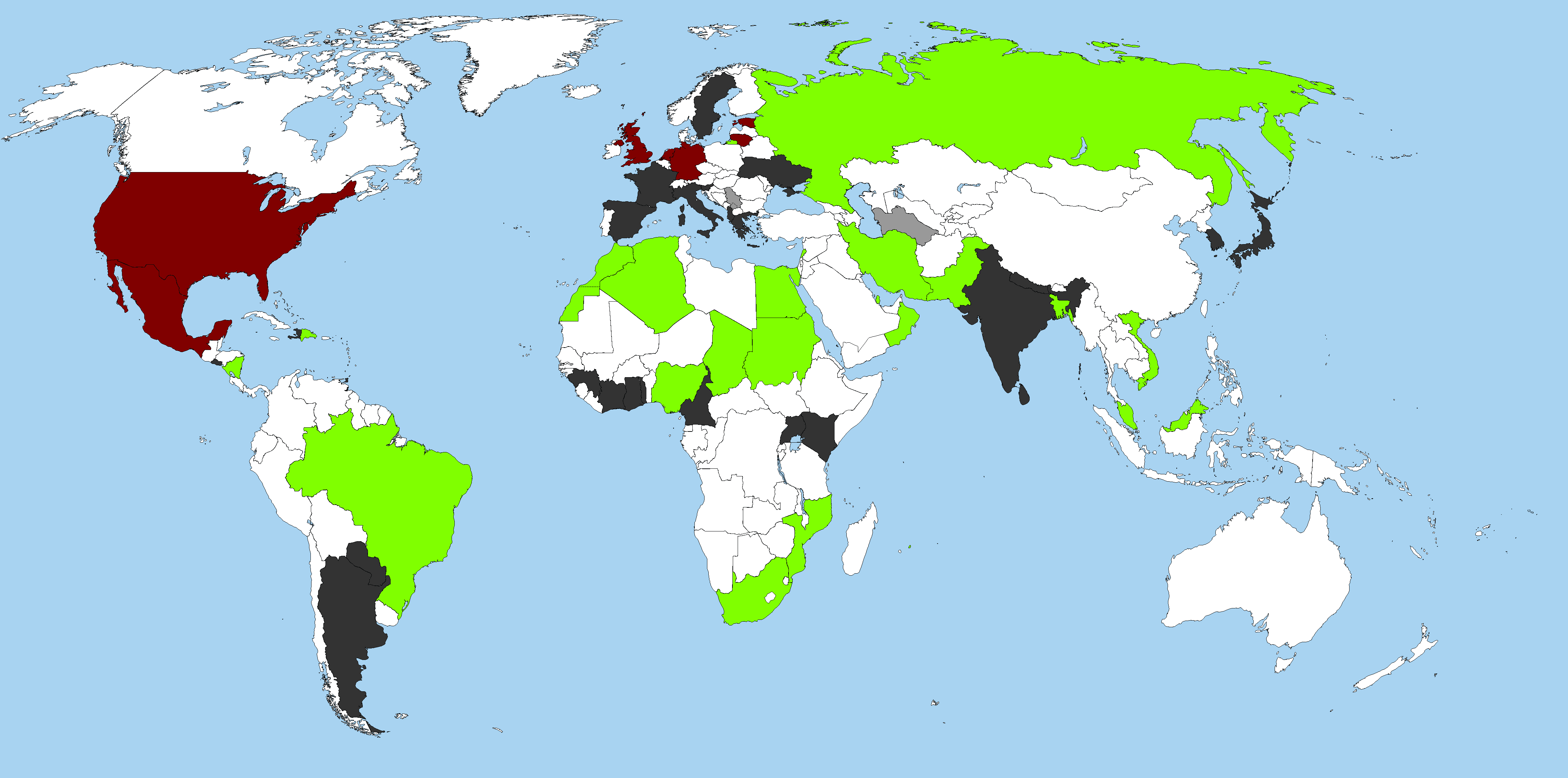
أيدت المكسيك القرار في البداية لكنها تراجعت

قرار فلسطين المحتلة هو الاسم الشائع للوثيقة 200 EX/25، التي صدرت في 13 أكتوبر 2016 وصُدقت رسميًا في 26 أكتوبر 2016 كقرار من المجلس التنفيذي لليونسكو. يُعد القرار إدانة رسمية لإسرائيل، والتي أشار إليها على مدار النص بـ "القوة الاحتلالية"، لسماحها بالعدوان ضد الشعب الفلسطيني، وكذلك فشلها السابق في حماية الاستخدام الإسلامي الحصري للموقع الديني الأبراهيمي المسمى "الحرم القدسي الشريف" وأعمال البنية التحتية في القدس الشرقية.
كان من المقرر إجراء التصويت على القرار في تركيا في يونيو 2016، ولكن هجوم مطار أتاتورك في عام 2016 أجبر اليونسكو على تأجيل التصويت حتى اجتماعهم المقرر في باريس خلال شهر أكتوبر. وقد سمحت الفترة الممتدة بإصدار الأخبار بأنه سيتم تصويت على مثل هذا القرار، وعبرت إسرائيل عن غضبها. قُدم القرار من قبل الجزائر ومصر ولبنان والمغرب وعمان وقطر والسودان، وتمت الموافقة عليه بنسبة 24:6، مع امتناع 28 دولة عن التصويت. في النهاية كان العدد النهائي للتصويت 23:7. ومن بين الدول التي عارضت القرار الولايات المتحدة وألمانيا وبريطانيا. وتراجعت المكسيك عن دعمها للقرار.
أثار القرار جدلاً دوليًا قصيرًا بعد تصديقه بسبب ما يُطلق عليه "معاداة السامية"، وأعلنت إسرائيل تعليق تعاونها مع اليونسكو بسبب التصويت، وقد علّقت إسرائيل والولايات المتحدة تمويلهما لليونسكو في عام 2011 بعد انضمام فلسطين كعضو. في أكتوبر 2017، أعلنت الولايات المتحدة وإسرائيل انسحابهما من اليونسكو، مشيرةً جزئيًا إلى التحيز المعادي لإسرائيل، وذلك اعتبارًا من 31 ديسمبر 2018.
بعد التصديق على الوثيقة رحب القادة الفلسطينيون بالقرار.

## الجدل
لم يتضمن القرار أية إشارة صريحة حول اليهود واليهودية، بل كان يتعلق حول الإحتلال، فقط ظهرت كلمة الاحتلال 15 مرة في النص وكلمة إسرائيل 40 مرة، في حين أن اليهودية تم ذكرها مرة واحدة.
يتطلب القانون الدولي الإنساني أن تدير القوة المحتلة الأرض المحتلة بطريقة تسمح بالنمو الطبيعي لمجتمعاتها، والسماح للمجتمع المُحتل بالبناء على أراضيهم. ويحتوي على نصوص واضحة بشأن ما هو مقبول وما هو غير مسموح به،  وخاصة فيما يتعلق بالحفريات والآثار والسرقة الثقافية وتغيير الأسماء التاريخية، لذلك أشارت منظمة اليونسكو إلى أسماء الأماكن المقدسة الإسلامية بما كانت عليه قبل الاحتلال ومنذ عدة قرون. وأكدت منظمة اليونسكو في قرارها، وبالأخص في الفقرة الثالثة، "أهمية مدينة القدس القديمة وأسوارها للديانات السماوية الثلاث". وأكدت أيضًا في إشارة إلى الموقعين المقدسين في الخليل (الحرم الإبراهيمي ومغارة المكفيلة)، على إقرار المجتمع الدولي بـ "أهمية الموقعين بالنسبة للديانات اليهودية والمسيحية والإسلام".
أعترضت إسرائيل على ذكر حائط البراق باسمه العربي، واتهم البعض اليونسكو بإنكار الروابط اليهودية بجبل الهيكل، ووصف رئيس الوزراء الإسرائيلي بنيامين نتنياهو الوثيقة بأنها شهادة على تصاعد التعصب في اليونسكو تجاه إسرائيل والشعب اليهودي.
رفض البرلمان التشيكي القرار، معتبرًا أنه يعكس "مشاعر كراهية معادية لإسرائيل"  ونظم مئات اليهود الإيطاليين احتجاجًا في روما بسبب امتناع إيطاليا عن التصويت.
في 26 أكتوبر وافقت اليونسكو على نسخة معدلة من القرار، والتي انتقدت إسرائيل أيضًا بسبب "رفضها المستمر السماح لخبراء الهيئة بالوصول إلى الأماكن المقدسة في القدس لتحديد حالة الحفاظ عليها". واستمرت إسرائيل في شجب النص.
في 23 ديسمبر 2016 صادق مجلس الأمن على القرار رقم 2334، وهو أول قرار يصدره مجلس الأمن بشأن إسرائيل والأراضي الفلسطينية منذ عام 2009،  وأول قرار يناقش قضية المستوطنات الإسرائيلية بتفصيل محدد منذ القرار 465 في عام 1980،  حث القرار إسرائيل على وضع نهاية للمستوطنات الإسرائيلية في الأراضي الفلسطينية، ونص على مطالبة إسرائيل بوقف الاستيطان في الضفة الغربية بما فيها القدس الشرقية، وعدم شرعية إنشاء إسرائيل للمستوطنات في الأرض المحتلة منذ عام 1967. حصل القرار على تأييد 14 عضوًا،  فيما امتنعت الولايات المتحدة فقط عن التصويت، قوبلت الموافقة على القرار بالتصفيق داخل غرفة المجلس،  بينما أعلنت إسرائيل عن استنكارها البالغ تجاهه.
في أواخر ديسمبر أدى القرار إلى تصعيد النزاع بين إسرائيل والأمم المتحدة ككل. على الرغم من أن القرار لم يتضمن أي عقوبات أو إجراءات تعسفية وتم اعتماده بموجب الفصل السادس غير الملزم من ميثاق الأمم المتحدة، ذكرت صحيفة هآرتس الإسرائيلية أن القرار "قد يكون له تداعيات خطيرة على إسرائيل بشكل عام وعلى وجه التحديد للمشروع الاستيطاني" على المدى المتوسط والبعيد. وهدد نتنياهو الدول التي تتصرف ضد مصالح إسرائيل بأنها ستدفع ثمنًا دبلوماسيًا واقتصاديًا، وأوعز لوزارة الخارجية بإلغاء جميع برامج المساعدة للسنغال، بما في ذلك بعض البرامج المتعلقة بالتخفيف من حدة الفقر، ردًا على تمرير القرار.

## روابط خارجية
- نص قرار اليونسكو الكامل